# Sidomukti (Ambal)
Sidomukti is een bestuurslaag in het regentschap Kebumen van de provincie Midden-Java, Indonesië. Sidomukti telt 2022 inwoners (volkstelling 2010).